# Neoporus vittatus
Neoporus vittatus är en skalbaggsart som först beskrevs av Leconte 1855.  Neoporus vittatus ingår i släktet Neoporus och familjen dykare. Inga underarter finns listade i Catalogue of Life.